# Eric Fincks
Eric Fincks (* 1964 in Hamburg) ist ein ehemaliger deutscher Basketballspieler.

## Laufbahn
Der in Hamburg geborene Fincks kam aus Brunsbüttel nach Braunschweig und war Mitglied der ersten Basketball-Bundesliga-Mannschaft der SG Braunschweig im Spieljahr 1988/89. Der 2,03 Meter große Innenspieler wurde in dieser Saison in 21 Erstligaspielen eingesetzt und kam auf 2,4 Punkte pro Partie. Er verpasste mit den Braunschweigern den Bundesliga-Verbleib, in der Saison 1990/91 gelang ihm mit den Niedersachsen der Wiederaufstieg in die höchste deutsche Spielklasse. In derselben Saison zog er mit dem Zweitligisten in das Endspiel des DBB-Pokals ein, in dem man gegen Bayer Leverkusen verlor. Fincks spielte auch 1991/92 in der Bundesliga, insgesamt brachte er es im Braunschweiger Hemd auf 45 Erstligaeinsätze.
Fincks studierte Maschinenbau und wurde ab 1996 als Berufsschullehrer für Metalltechnik und Sozialkunde tätig. In München wurde er Leiter der Berufsschule zur Berufsintegration.